# Giorni d'amore
Giorni d'amore és una pel·lícula italiana del 1954 dirigida per Giuseppe de Santis.

## Argument
En una petita ciutat del Baix Laci, dos joves camperols pobres, Angela i Pasquale, posposen contínuament el casament perquè no tenen mitjans per pagar les despeses que suposaria un casori. Les dues famílies, molt simpàtiques entre elles, després de discutir un possible matrimoni i fer que alguns comptes, empenyen Pasquale a segrestar Angela perquè la noia es veiés compromesa i aleshores calia el clàssic matrimoni de reparació, evitant així una pomposa cerimònia de casament. Durant la fugida, però, les coses es compliquen, les dues famílies que haurien de fingir lluitar lluiten de debò i Angela no té intenció de lliurar-se a Pasquale. Al final, però, el pla concebut es materialitza i els dos joves amants es casen.

## Repartiment
- Marcello Mastroianni - Pasquale Droppio
- Marina Vlady - Angela Cafalla
- Giulio Calì - Pietro Cafalla, avi d'Angela
- Angelina Longobardi - Concetta Cafalla, mare d'Angela
- Dora Scarpetta - Nunziata, germana d'Angela
- Fernando Jacovolta - Adolfo Cafalla, gerà d'Angela
- Renato Chiantoni - Francesco, oncle d'Angela
- Lucien Gallas - Oreste Droppio, pare de Pasquale
- Cosimo Poerio - Onorato Droppio, avi de Pasquale
- Pina Gallini - Filomena Droppio, àvia de Pasquale
- Angelina Chiusano - Loreta Droppio, mare de Pasquale
- Franco Avallone - Leopoldo Droppio, germà de Pasquale
- Santina Tucci - Teresa Droppio, germana de Pasquale
- Gildo Bocci - El mariscal
- Pietro Tordi - El sacerdot

## Premis
- Conquilla de Plata al Festival Internacional de Cinema de Sant Sebastià 1955[2]
- Nastro d'Argento al millor actor protagonista (Marcello Mastroianni)[3]